# Ilaria Salvatori
Ilaria Salvatori (née le 5 février 1979 à Frascati, dans la province de Rome, dans le Latium) est une escrimeuse italienne, pratiquant le fleuret.

## Palmarès
- Jeux olympiques d'été
  -  Médaille de bronze au fleuret féminin par équipes aux Jeux olympiques d'été de 2008 à Pékin

- -  Médaille d'or au fleuret féminin par équipes aux Jeux olympiques d'été de 2012 à Londres

- Championnats du monde d'escrime
  -  Médaille d'or par équipes aux Championnats du monde d'escrime 2010 à Paris
  -  Médaille d'argent par équipes aux Championnats du monde d'escrime 2011 à Catane

- Championnats d'Europe d'escrime
  -  Médaille d'or par équipes aux championnats d'Europe d'escrime 2005 à Zalaegerszeg
  -  Médaille d'or par équipes aux 2009 à Plovdiv
  -  Médaille d'or par équipes aux championnats d'Europe d'escrime 2010 à Leipzig
  -  Médaille d'or par équipes aux championnats d'Europe d'escrime 2011 à Sheffield
  -  Médaille d'argent par équipes aux championnats d'Europe d'escrime 2003 à Bourges
  -  Médaille de bronze par équipes aux championnats d'Europe d'escrime 2007 à Gand

- Coupe du monde d'escrime
  - Vainqueur de deux tournois de Coupe du monde de fleuret féminin (Salzbourg en 2005 et Las Vegas en 2007)